# Julie James
Julie James är en fiktiv karaktär och en av huvudrollfigurerna i filmserien Jag vet vad du gjorde förra sommaren, baserad på Lois Duncans spänningsroman I Know What You Did Last Summer från 1973. 
Hon är en ung och kvinnlig collegestudent, som tillsammans med sin dåvarande pojkvän Ray Bronson (i filmserien spelad av Freddie Prinze Jr.) och deras två bästa vänner Helen Rivers (i filmserien spelad av Sarah Michelle Gellar, med efternamnet Shivers) och Barry Cox (i filmserien spelad av Ryan Phillippe), är med om en tragisk smitningsolycka, som skiljer sig från både bokversionen och filmversionen från 1997. Filmversionen av Julie spelas av Jennifer Love Hewitt, som dessutom har tagit sig an rollen i två av tre uppföljare (Jag vet fortfarande vad du gjorde förra sommaren och I Know What You Did Last Summer) i filmserien om I Know What You Did Last Summer-boken.